# Fadéla Boumendjel-Chitour
Fadéla Boumendjel-Chitour (Blida, 2 de març del 1942) és una metgessa endocrinòloga algeriana, professora de la Facultat de Medicina d'Alger i activista pels drets humans. És exdirectora del servei del CHU de Bab El Oued.

## Biografia
Nasqué en una família revolucionària, filla d'Ahmed Boumendjel i neboda d'Ali Boumendjel.
Boumendjel-Chitour estudià en el liceu Jules Ferry, a París, on el seu pare era advocat. Estudià llatí a l'escola secundària i en la universitat, mentre estava decidida a convertir-se en metgessa.
S'especialitzà en endocrinologia al 1969; és professora de medicina i està casada amb Slimane Chitour, també professor de medicina.

### Carrera
Del 1988 al 1990, fou presidenta del Comité Mèdic contra la Tortura abans d'ajudar a fundar la branca algeriana d'Amnistia Internacional, que presidí del 1991 al 1993.
Com a activista feminista fundà la Xarxa Wassila, que lluita contra la violència masclista contra dones i xiquetes. Representà a Amnistia Internacional Algèria entre 2000 i 2009 i en fou vicepresidenta el 2009. Es va pronunciar el 2020, després del feminicidi de Chaïna, que va marcar la seua opinió amb un conjunt de mesures com l'abolició del codi de família, i l'abandó de la clàusula de perdó en la llei contra la violència masclista; rebutjà la idea de la pena de mort recomanada per certs sectors.